# Orix Buffaloes
Gli Orix Buffaloes (オリックス・バファローズ?, Orikkusu Bafarōzu) sono una squadra professionistica giapponese di baseball. Giocano le proprie partite casalinghe dividendosi tra l'arena coperta Osaka Dome della città di Osaka e lo stadio all'aperto Kobe Sports Park Baseball Stadium della città di Kōbe. Militano nella Pacific League della Nippon Professional Baseball. Gli Orix Buffaloes sono di proprietà del gruppo ORIX, società di servizi finanziari con uffici a Tokyo e ad Osaka.
Hanno vinto il titolo di campioni assoluti della NPB per cinque volte (1975, 1976, 1977, 1996, 2022) e il titolo della Pacific League per quattordici.

## Cronistoria
La società attuale si è formata dalla fusione del 2005 tra gli Orix BlueWave (オリックス・ブルーウェーブ?) e gli Osaka Kintetsu Buffaloes (大阪近鉄バファローズ?). Gli Orix BlueWave furono una delle prime società di baseball giapponesi e vennero fondati dalle ferrovie Hankyū di Osaka nel 1936 con il nome di Hankyu Professional Baseball Club. Nel 1946 diventarono gli Hankyu Bears e nel 1947 Hankyu Braves (阪急ブレーブス?, Orikkusu Bafarōzu). Il 19 ottobre 1988 le ferrovie Hankyu vendettero la franchigia al gruppo ORIX e nel 1989 la squadra disputò il campionato con il nome Orix Braves, per diventare nel 1991 Orix BlueWave. Gli Osaka Kintetsu Buffaloes furono fondati dalle ferrovie Kintetsu nel 1950 con il nome di Kintetsu Pearls, divennero Kintetsu Buffalo nel 1959, Kintetsu Buffaloes nel 1962 ed Osaka Kintetsu Buffaloes nel 1999.
Gli Hankyu/Orix vinsero le Japan Series, il titolo di campione del Giappone, nel 1975, 1976, 1977 e 1996. Vinsero la Pacific League nel 1967, 1968, 1969, 1971, 1972, 1975, 1976, 1977, 1978, 1984, 1995 e 1996. I Kintetsu non vinsero mai le Japan Series ma trionfarono nella Pacific League nel 1979, 1980, 1989 e 2001. Dopo la fusione del 2005, gli Orix Buffaloes conquistarono le Japan Series nel 2022, oltre alla Pacific League nel 2021 e 2022.
La squadra più antica, tra le due che crearono gli Orix Buffaloes, fu fondata nel 1936 e, nel corso degli anni, ha assunto le seguenti denominazioni:
- Hankyu (阪急軍?) (1936–1946)
- Hankyu Bears (阪急ベアーズ?) (1947)
- Hankyu Braves (阪急ブレーブス?) (1947–1988)
- Orix Braves (オリックス・ブレーブス?) (1989–1990)
- Orix BlueWave (オリックス・ブルーウェーブ?) (1991–2004)
- Orix Buffaloes (オリックス・バファローズ?) (2005–)

## Allenatori
- Daisuke Miyake (三宅大輔, 1936-1937)
- Minoru Murakami (村上実, 1937)
- Minoru Yamashita (山下実, 1938–1939)
- Minoru Murakami (1939)
- Minoru Yamashita (1940)
- Toshiharu Inokawa (井野川利春, 1940–1942)
- Masao Nishimura (西村正夫, 1943–1947)
- Shinji Hamasaki (浜崎真二, 1947–1953)
- Masao Nishimura (1954–1956)
- Sadayoshi Fujimoto (藤本定義, 1957-1959)
- Katsunari Tokura (戸倉勝城, 1959–1962)
- Yukio Nishimoto (西本幸雄, 1963–1973)
- Toshiharu Ueda (上田利治, 1974–1978)
- Takao Kajimoto (梶本隆夫, 1979–1980)
- Toshiharu Ueda (1981-1990)
- Shozo Doi (土井正三, 1991–1993)
- Akira Ogi (仰木彬, 1994–2001)
- Hiromichi Ishige (石毛 宏典, 2002–2003)
- Leon Lee (2003)
- Haruki Ihara (伊原春樹, 2004)
- Akira Ogi (2005)
- Katsuhiro Nakamura (中村勝広, 2006)
- Terry Collins (2007–2008)
- Daijiro Oishi (大石大二郎, 2008–2009)
- Akinobu Okada (岡田彰布, 2010–2012)
- Koji Moriwaki (森脇浩司, 2013–)

## Giocatore
- Yoshitomo Tani (谷佳知, 1997-2006, 2014-)
- Alessandro Maestri (2012–)
- Yoshio Itoi  (糸井 嘉男, 2013-)
- Takahiro Mahara  (馬原孝浩, 2013-)

### Ex giocatore

#### Membri della Baseball Hall of Fame (lista parziale)
- Takao Kajimoto (梶本隆夫, 1954–1973)
- Tetsuya Yoneda (米田 哲也, 1956-1975)
- Yutaka Fukumoto (福本豊, 1969-1988)
- Hisashi Yamada (山田久志, 1969-1988)

#### Altri
- Atsushi Nagaike (長池徳士, 1966-1979)
- Yutoro Imai (今井雄太郎, 1971-1990)
- Yoshinori Sato (佐藤義則, 1977-1998)
- Shigetoshi Hasegawa (長谷川滋利, 1990-1996)
- So Taguchi (田口壮, 1992-2001, 2010-2011)
- Ichirō Suzuki (鈴木一朗, イチロー, 1992-2000)
- Dae-Ho Lee (이대호, 2012-2013)